# Gabriel da Cruz Miranda
Gabriel da Cruz Miranda foi um desbravador de terras, tenente da época das sesmarias, que incluíram grande parte do território brasileiro. Foi responsável pelo desbravamento de grandes áreas a mando do governo português em épocas remotas do século XVIII.